# Саакян Левон Гургенович
Левон Гургенович Саакян (нар. 26 липня 1937, місто Єреван, тепер Вірменія) — вірменський радянський діяч, секретар ЦК КП Вірменії, 1-й секретар ЦК ЛКСМ Вірменії, 1-й секретар Єреванського міського комітету КП Вірменії. Депутат Верховної ради Вірменської РСР 8—11-го скликань. Депутат Верховної ради СРСР 10-го скликання.

## Життєпис
У 1960 році закінчив механічний факультет Єреванського політехнічного інституту імені Карла Маркса.
У 1960—1963 роках — інженер-конструктор, старший інженер, начальник конструкторського бюро, секретар первинної партійної організації електромашинобудівного заводу імені В.І. Леніна в Єревані.
Член КПРС з 1961 року.
У 1963—1964 роках — завідувач відділу промисловості та транспорту Шаумянівського районного комітету КП Вірменії міста Єревана.
У 1964—1966 роках — інструктор ЦК КП Вірменії.
У 1966—1970 роках — завідувач відділу промисловості та транспорту Єреванського міського комітету КП Вірменії.
У червні 1970 — грудні 1972 року — 1-й секретар ЦК ЛКСМ Вірменії.
У 1972—1975 роках — 2-й секретар Єреванського міського комітету КП Вірменії.
21 травня 1975 — жовтень 1983 року — голова Вірменської республіканської ради профспілок.
У 1981 році закінчив Академію суспільних наук при ЦК КПРС. 
У 1983—1985 роках — завідувач відділу організаційно-партійної роботи ЦК КП Вірменії.
У грудні 1985 — липні 1988 року — 1-й секретар Єреванського міського комітету КП Вірменії.
13 липня 1988 — 1990 року — 1-й заступник голови Ради міністрів Вірменської РСР.
З 1990 року —  радник-посланник у посольстві СРСР та Російської Федерації в Республіці Афганістан; віцепрезидент фірми «Совюгинбуд».

## Нагороди
- орден Жовтневої Революції
- три ордени Трудового Червоного Прапора
- орден Дружби народів
- медалі